# Новины (Волынская область)
Новины (укр. Новини) — село в Устилугской городской общине Владимирского района Волынской области Украины.
Население по переписи 2001 года составляет 111 человек. Почтовый индекс — 44710. Телефонный код — 3342. Занимает площадь 2000 км².